# 銀河賞 (文学賞)
銀河賞は、中国の『科学文芸』（のちの『科幻世界』）と『智慧树』の二雑誌が協力して1985年に創設した、中国で最も歴史と権威のあるSF文学大賞。

## 受賞者
日本国内で著名な受賞者には劉慈欣がいる。2019年に翻訳家の岩上治（筆名：林久之）が、中国のSF作家・呉岩と共に、科幻世界40周年日中友好の部門で日本人として初の受賞。
2020年には「最受欢迎的外国科幻作家」（最も人気のある外国のSF作家）部門を、上田早夕里が日本人作家としてはじめて受賞した。
外国人作家としての過去の受賞者としては、ロイス・マクマスター・ビジョルド、ダグラス・アダムズ、ロバート・J・ソウヤー、ニール・ゲイマン、ジョージ・R・R・マーティン、パオロ・バチガルピ、デイビッド・ブリン、グレッグ・ベア、マイク・レズニック、リチャード・モーガンらがいる。